# Östliches Kleinfuß-Mausohr
Das Östliche Kleinfuß-Mausohr (Myotis leibii) ist eine Fledermausart aus der Familie der Glattnasen (Vespertilionidae), welche in Nordamerika beheimatet ist.
Die Art ist benannt nach C. G. Leib, welcher den Holotyp sammelte.

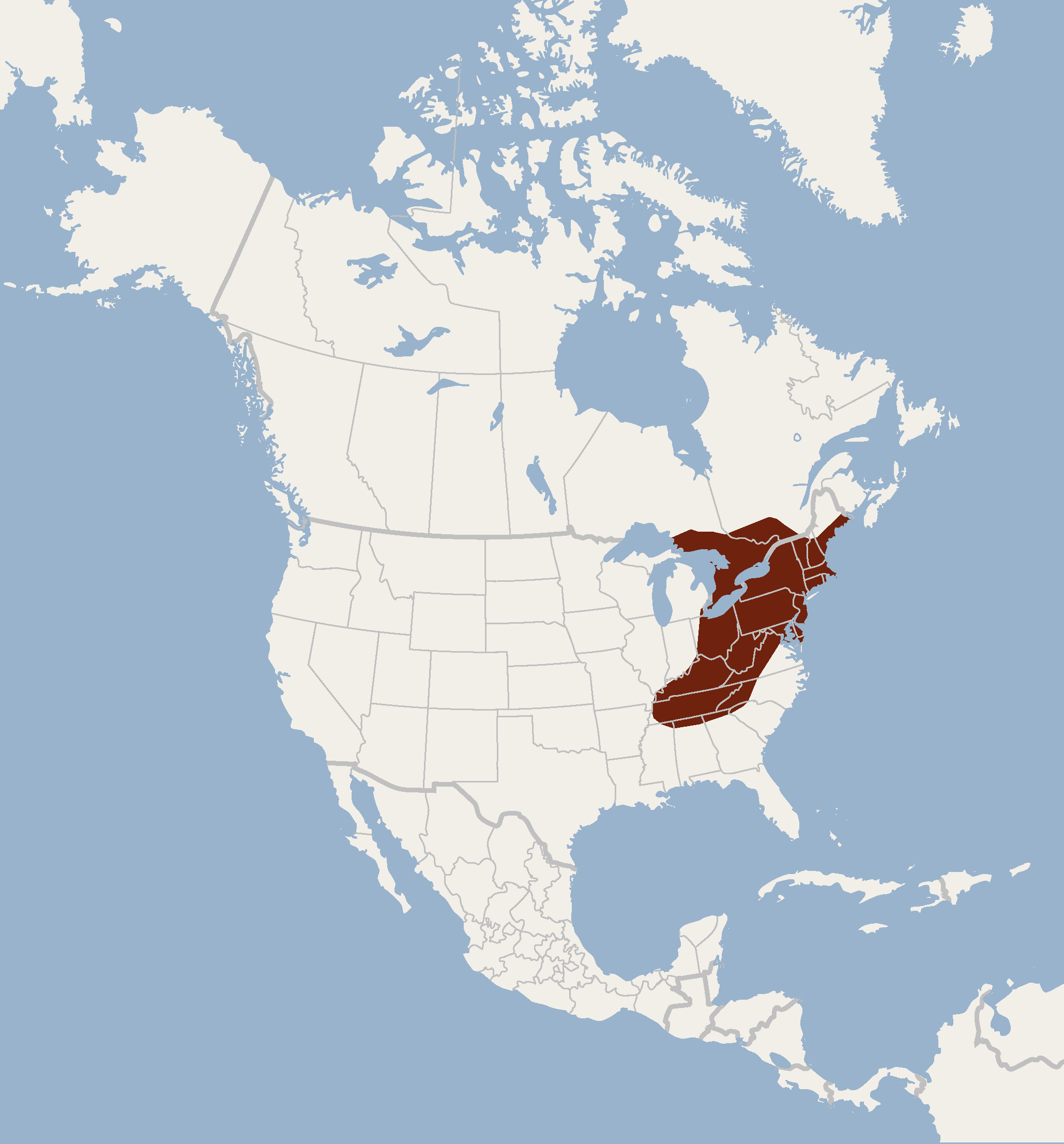
Verbreitung des Östlichen Kleinfuß-Mausohrs

## Beschreibung
Das Östliche Kleinfuß-Mausohr ist mit einer durchschnittlichen Gesamtlänge von 83 mm, einer Unterarmlänge von 32,2 mm und einem Gewicht von 3,8 g eine der kleinsten Mausohren Nordamerikas. Die Fellfarbe ist ein dunkles Gelbbraun, mit einem helleren Bauch und einer schwarzen Maske um die Augen. Die einzelnen Haare sind schwarz an der Basis mit einer gelben Spitze, was dem Fell einen goldenen Schimmer verleiht. Der Kalkar ist lang und geschwungen. Die Art bat kurze Füße (<8 mm, weniger als halb so lang wie die Tibia) und Ohren (<15 mm). Die Ohren ragen wenn nach vorne gelegt dennoch leicht über die Schnauze hinaus. Das Kalifornische Mausohr (Myotis californicus) unterscheidet sich vom Östlichen Kleinfuß-Mausohr durch das Fehlen einer schwarzen Maske. Das Östliche Kleinfuß-Mausohr und das Westliche Kleinfuß-Mausohr lassen sich nur anhand der Zähne unterscheiden, weswegen das Westliche Kleinfuß-Mausohr früher als eine Unterart von M. leibii angesehen wurde. Die Fellfarbe ähnelt der der Kleinen Braunen Fledermaus (Myotis lucifugus), das Östliche Kleinfuß-Mausohr hat jedoch kürzere Ohren und Füße, sowie einen 4–8 mm kürzeren Unterarm. Von der ähnlich großen Pipistrellus subflavus unterscheidet sich das Östliche Kleinfuß-Mausohr durch den spitz zulaufenden Tragus, der blasseren Farbe und den kleineren Ohren.

## Lebensweise
Das Östliche Kleinfuß-Mausohr kommt normalerweise in bergigen Regionen vor. Sie ist wie die meisten Fledermäuse nachtaktiv und ernährt sich von Insekten. Tagsüber versteckt sich die Art in Gebäuden und Felsspalten. Dabei bilden die Tiere selten Gruppen von mehr als 30 Individuen und gelten daher eher als Einzelgänger. Über die Lebensweise der Art ist relativ wenig bekannt, da man sie meistens nur während des Winterschlafs in Höhlen und Mienen entdeckt, wo sich die Art oft in Spalten verkriecht oder an Wänden und Decken hängt. Aufgrund solcher Zählungen geht man davon aus, dass die Population aus ungefähr 3.000 Individuen besteht, wobei 60 % in einer einzigen Höhle angetroffen wurden. wird angenommen, dass es im Verbreitungsgebiet etwas über 125 verschiedene Winterschlafplätze gibt, von welchen einige nur schwer zugänglich sind, und die Populationsgröße daher unterschätzt sein dürfte. Im Allgemeinen wird die Art jedoch als selten angesehen. Die Art ist noch bei relativ kalten Temperaturen von bis zu −9 °C im November aktiv und gehört zu einer der ersten Fledermausarten, die im Frühling – meist Ende März – aus dem Winterschlaf erwacht. Dabei ist sie an wärmeren Wintertagen aktiv und jagt. Den Winterschlafplatz teilt sich das Östliche Kleinfuß-Mausohr oft mit der Großen (Eptesicus fuscus) und Kleinen Braunen Fledermaus (Myotis lucifugus), Pipistrellus subflavus und dem Nordamerikanischen Mausohr (Myotis septentrionalis). Das Östliche Kleinfuß-Mausohr bevorzugt dabei gut belüftete Areale der Höhlen, mit einer tiefen Temperatur und geringer Luftfeuchtigkeit. Wahrscheinlich gehört M. leibii zu den migrierenden Fledermausarten, die im Herbst in wärmere Regionen ziehen, um dort zu überwintern.

## Fortpflanzung
Die Paarungszeit findet im Herbst kurz vor dem Winterschlaf statt. Während der Paarung besteigt das Männchen das Weibchen und hält sich mit den Zähnen im Nacken des Weibchens fest. Dabei fixiert das Männchen das Weibchen mithilfe seiner Daumen. Das Weibchen lagert die Spermien des Männchens über den Winter ein, wobei der Eisprung erst im Frühling stattfindet und die Eizelle entsprechend spät nach der Paarung befruchtet wird. Jedes Weibchen gebärt im Mai oder Juni jeweils ein einziges Jungtier pro Jahr.

## Gefährdung und Schutz
Obwohl der Bestand des Östlichen Kleinfuß-Mausohrs dank der weiten Verbreitung von der IUCN als ungefährdet eingestuft wird, ist sie doch anfällig für Störungen und steht daher in weiten Teilen Nordamerikas unter Schutz. Die Hauptgefährdung liegt in der kommerziellen Nutzung von Winterschlafhöhlen. Selbst vermeintlich kleine Störquellen wie gedämpfte Geräusche, Licht oder Körperwärme können dazu führen, dass Fledermäuse aus dem Winterschlaf erwachen und dabei wichtige Körperreserven verlieren. Besonders gegen Ende des Winterschlafs können solche Reserven essentiell für das Überleben der Tiere sein. Schutzmaßnahmen führen nicht immer zum gewünschten Erfolg, speziell wenn die Ökologie der Tiere nicht berücksichtigt wird. So führte zum Beispiel das Blockieren eines Höhleneingangs gegen unbefugtes Betreten in Québec zu einer unzureichenden Belüftung, was die Kolonie dazu veranlasste, die Höhle aufzugeben.

## Verbreitung und Lebensraum
Das Östliche Kleinfuß-Mausohr kommt im Westen von Oklahoma bis an die Ostküste der Vereinigten Staaten sowie in Kanada im Süden Ontarios und Québecs vor.